# Stadio dei Marmi
O Stadio dei Marmi “Pietro Mennea” é uma  instalação esportiva em Roma dedicada principalmente ao atletismo.
Construído entre 1928 e 1932 e inaugurado como Stadio dei Marmi, fica dentro do Foro Italico e nasceu como uma extensão da Accademia della Farnesina [en] para o treinamento diário de seus alunos. 
Desde 12 de setembro de 2013, ao lado de seu nome original, há a dedicação a Pietro Mennea, velocista italiano que deteve o recorde mundial dos 200 metros por 17 anos.

## Características
O Stadio dei Marmi é um dos quatro estádios do colossal complexo esportivo Foro Italico, inicialmente denominado Foro Mussolini. Os outros estádios são o Stadio Olimpico, o Stadio del tennis Romano e o Stadio Olimpico del Nuoto.
Foi projetado na década de 1920 como um complemento da anexa "Accademia Fascista Maschile di Educazione Fisica" (hoje sede do CONI, "Comitato Olimpico Nazionale Italiano"), para ser usado por seus alunos para treinamento. O Stadio dei Marmi foi inaugurado em 1932, no 10º aniversário da Marcha sobre Roma, perto do bairro romano Monte Mario, pelo arquiteto  Enrico Del Debbio sob o governante fascista Benito Mussolini.
O Stadio dei Marmi é cercado por sessenta estátuas clássicas de atletas de 4 metros de altura, feitas de mármore de Carrara, além de quatro estátuas de bronze nos acessos. O estádio foi construído para celebrar as realizações fascistas e a Gioventú del Littorio [it], o movimento juvenil do Partito Nazionale Fascista.
Em seus vinte anos no poder, o regime fascista usou o esporte para introduzir e incutir novas tradições, ideais, costumes e valores fascistas, com o objetivo de formar "cidadãos guerreiros". O Stadio dei Marmi foi usado para sediar algumas das preliminares de hóquei em campo para os Jogos Olímpicos de Verão de 1960 e também sediou a cerimônia de abertura do Campeonato Mundial de Esportes Aquáticos de 2009.

## Histórico
Logo no início, o movimento fascista viu o potencial de usar esportes para promover suas ideologias políticas e econômicas. Imediatamente após a Marcha sobre Roma, o regime fascista investiu em arenas, edifícios e instituições esportivas de grande porte, como o Stadio dei Marmi, que tornou o esporte acessível a todas as classes da sociedade. Por meio do esporte, as instituições fascistas enfatizaram e promoveram os valores fascistas, que desenvolveram uma identidade nacional. Os esportes mais prevalentes e valorizados incluíam esportes de combate, como boxe, luta greco-romana e lançamento de dardo, martelo ou pedra. Por meio da educação física e do esporte, o governo fascista pretendia criar milícias e guerreiros profissionais, que entrariam prontamente na guerra.
Mussolini iniciou a construção do Foro Italico em 1928 como a cidade esportiva central e, em 1932, abriu o Instituto Superiore Fascista di Educazione (Instituto Fascista de Educação Física) como a primeira instituição atlética masculina. A importância que o regime fascista atribuiu à educação física masculina destacou as características do cidadão fascista ideal, bem como os rígidos binarismos de gênero que instilou na cultura italiana. Após sua inauguração, o Stadio dei Marmi tornou-se o principal centro de treinamento de educação física do Gioventù Italiana Littorio, o movimento juvenil do Partido Nacional Fascista da Itália. Durante o período fascista, o Stadio e o complexo se tornaram o centro do atletismo do país e cada vez mais renomados até que a Itália entrou na guerra em 1940. De acordo com o historiador Eden K. McLean, "o Foro Mussolini foi projetado para formar educadores e líderes políticos unidos por uma sensibilidade ítalo-fascista sobre o passado, presente e futuro da raça".

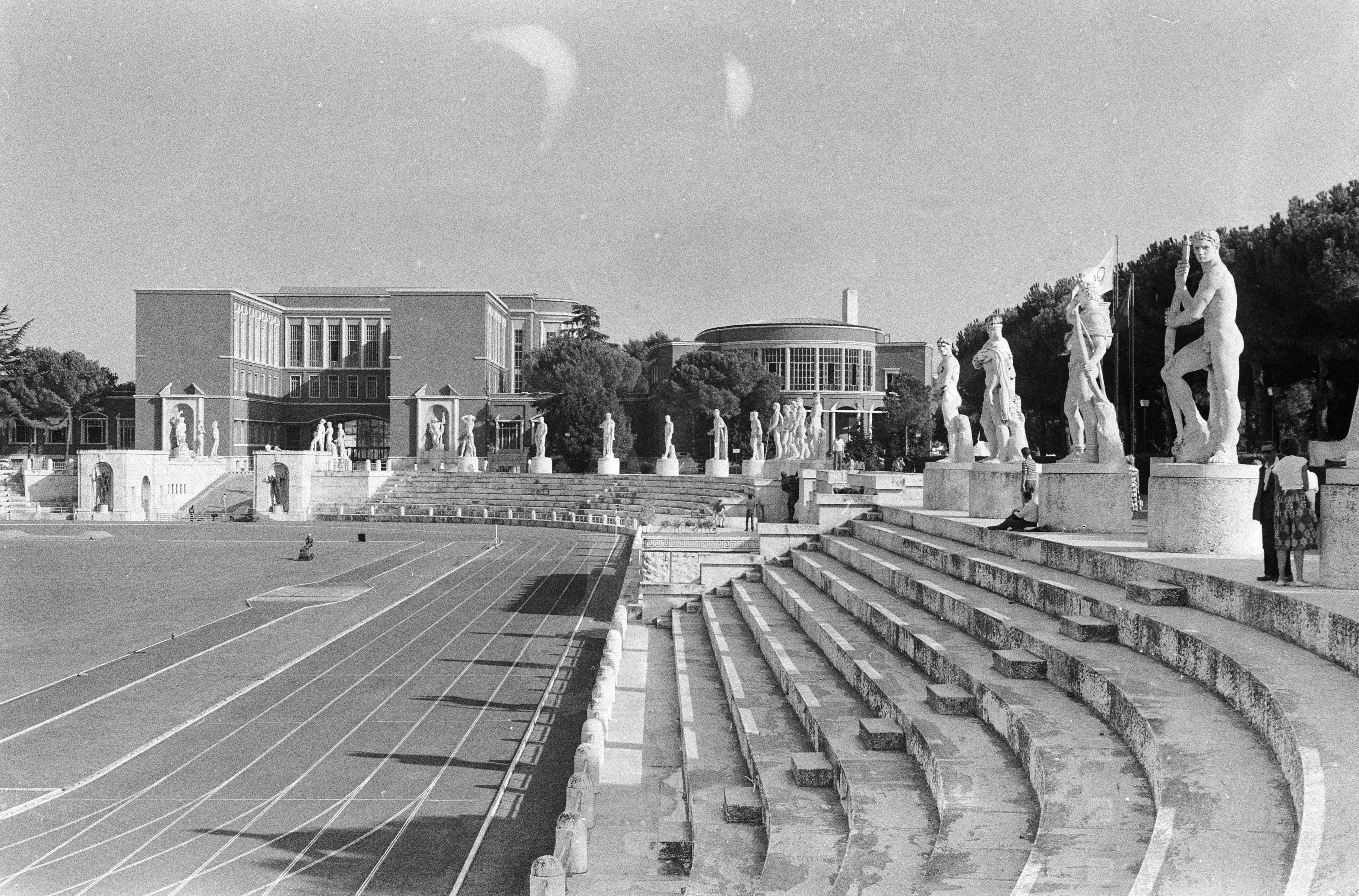
Vista do Estadio dei Marmi em 1960.

## Esculturas e arquitetura
As sessenta imponentes estátuas atléticas de mármore de Carrara que circundam o estádio foram presenteadas pelas províncias italianas e incorporavam os antigos valores cardeais romanos: virilitas, fortitudo, disciplina e gravitas (virilidade, fortaleza, disciplina e dignidade). Foram desenhados e produzidos por vinte e quatro escultores, escolhidos em concurso, entre eles artistas como Nicola D'Antino, Aldo Buttini, Silvio Canevari, Carlo de Veroli, Publio Morbiducci, Eugenio Baroni, Arnolfo Bellini, Francesco Messina e Romano Romanelli. Os escultores aderiram a formas e elementos clássicos, quando usaram estátuas gregas e romanas como modelos, como Doríforo de Policleto e Discóbolo de Míron, que se destacaram contra a arquitetura de mármore branco liso do estádio. As estátuas, monumentos e arquitetura produzidos sob o regime fascista eram uma fusão de elementos romanos antigos e modernos.
Segundo o arquiteto Enrico Del Debbio, o complexo esportivo foi concebido como um "complexo arquitetônico de severa monumentalidade ... o resultado é o surgimento de um conjunto monumental, que remonta aos maiores monumentos da Roma antiga". As impressionantes estátuas do Stadio dei Marmi lembram o antigo Foro Imperiale romano. Essas estátuas, que incorporavam elementos clássicos, serviram para glorificar Mussolini, a fim de equipará-lo a Augusto, o imperador romano, e homenagear o fascismo. "As referências óbvias a Roma, afirmaram os propagandistas fascistas, fizeram do Foro Mussolini a personificação viva do 'espírito mediterrâneo e do mundo latino no seu melhor'".
 Renato Ricci, chefe da Opera Nazionale Balilla (O.N.B), a organização da juventude fascista, supervisionou o processo de design e escultura das estátuas que circundam o Stadio dei Marmi, com o objetivo de garantir padronização estilística e consistência visual entre as esculturas esculpidas pelos vários artistas. As estátuas representavam os esportes fascistas mais estimados e pretendiam evocar o heroísmo exibindo atletas monumentais e imponentes em poses estáticas, poderosas e valentes com foco em gestos e proporções, em vez de movimentos ou ações arbitrárias. Muitas das estátuas são mostradas em repouso, em posturas vigorosas. Na estátua de Aroldo Bellini de um Atleta che scaglia una pietra (atleta jogando uma pedra), por exemplo, a pose do atleta carece de sinais de qualquer esforço físico.
O Stadio dei Marmi exemplifica a antiga metáfora do corpo político: a importante inter-relação entre o corpo masculino ideal e a nação ideal. Suas esculturas atléticas em grande escala representam o corpo masculino idealizado, forte e que era fundamental para a ideologia fascista, reforçando a crença de que através dos esportes "mens sana in corpore sano" (mente sã em corpo são) pode ser alcançado.

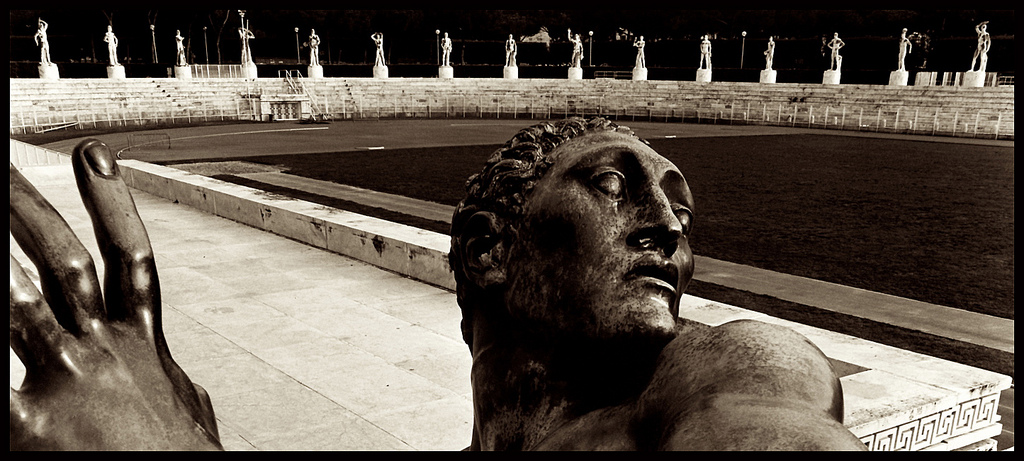
Vista das estátuas do Estadio dei Marmi em 1995.

## Jogos olímpicos e uso subsequente
Antes da Segunda Guerra Mundial, o regime fascista italiano investia em grandes projetos de construção, como o novo bairro Esposizione Universale Roma (EUR), que incluía o Palazzo della Civiltà Italiana [en], e o "Foro Mussolini" (agora conhecido como Foro Italico), que continha o Stadio dei Marmi. Até hoje, esses monumentos, edifícios, estádios, estátuas e bairros são incorporados ao passado, cultura e história da Itália, tanto devido à falta de fundos na Itália do pós-guerra para reconstruir os principais distritos e edifícios quanto à presença e persistência de Ideologia fascista. Depois que o regime fascista foi derrotado em 1943, o Foro Italico não foi destruído e demolido porque foi usado pelos militares aliados como um centro de refúgio. Após o reinado de Mussolini (1922 a 1943), o Stadio dei Marmi foi continuamente usado para vários eventos esportivos, incluindo os Jogos Olímpicos de Verão de 1960, quando sediou o torneio de hóquei em campo.
Os Jogos Olímpicos de 1960 apresentaram uma oportunidade para revelar a nova identidade democrática da Itália. Antes dos Jogos Olímpicos, as autoridades começaram a debater as óbvias insígnias, mosaicos e outros elementos fascistas que cercam o complexo esportivo e como o mundo poderia responder a eles. Na época, visitantes de todo o mundo chegavam ao Foro Italico, passando pelo obelisco de mármore de 18 metros de altura com a inscrição 'Mussolini Dux' e, em seguida, testemunhando uma série de mosaicos e lajes de mármore celebrando tanto o líder fascista quanto o movimento. Durante a década de 1960, houve uma forte divisão política entre a esquerda e a direita. Quando a esquerda chegou ao poder e sugeriu a remoção de símbolos abertamente fascistas dentro e ao redor do estádio olímpico, houve uma substancial oposição fascista. Os neofascistas, apoiados pelo Movimento Sociale Italiano, exigiam que: 'la storia non si cancella' (a história não deve ser apagada). Duas das inscrições extremamente inflamatórias foram retiradas, mas muitas foram preservadas por medo de que aqueles que celebravam o fascismo e sua ideologia se revoltassem e perturbassem a aparência democrática e unida da Itália. A influência social, econômica e política, bem como o poder do Vaticano permitiram que "o passado fascista [seja] afogado sob o peso da herança clássica e cristã". O Vaticano era dono do terreno do estádio, e o Papa, o Papa Pio XII, apoiou o uso do estádio para os Jogos porque não só atrairia muitos visitantes, mas também traria receita para o Vaticano. Durante a década de 1960, houve pouco foco, controvérsia ou crítica sobre a "herança fascista" ou suas "origens políticas" e o propósito do estádio, mas sim sobre a história da Roma antiga e seus elementos clássicos usados no projeto do estádio. as estátuas dentro do estádio e a arquitetura do próprio estádio.
Antes do Campeonato de Futebol de 1990, o Foro Italico passou por uma restauração em grande escala. Algumas pessoas apoiaram a restauração desses estádios como uma iniciativa para proteger o patrimônio histórico italiano, enquanto outras a consideraram um ato de honra ao líder fascista Mussolini. A restauração foi gerenciada por Walter Veltroni, o Ministro da Cultura, que afirmou: "Para condenar [o fascismo], precisamos entendê-lo, historicizá-lo e racionalizá-lo, não removê-lo."

## Romanità e o regime fascista
"Romanità [en]" é "uma profunda afeição por Roma e pelas coisas romanas, em um esforço para se identificar com uma Roma primordial que é impermeável às tendências políticas e sociais contemporâneas". Esse gosto surgiu na sociedade fascista através da ênfase que ela colocava no esporte como forma de educação cívica e militar, e continua a prosperar na cultura do futebol italiano. Além de ser um local fascista, o Stadio dei Marmi, com suas antigas estátuas de inspiração romana e grega e arquitetura moderna, pura e simples, é também um local de Romanità, onde todas as classes sociais italianas aprenderam valores de unidade, vigor e virilidade. Os extremistas argumentam que a própria grandeza do Stadio dei Marmi é um exemplo de "superioridade das formas culturais romanas". Através do esporte e do conceito de Romanità, o regime fascista não apenas se associou à Roma Antiga, mas se fortaleceu e se unificou. Até hoje, o conceito de Romanità continua a habitar o Stadio Olimpico, no Foro Italico, com os times de futebol rivais A.S. Roma e SS Lazio.

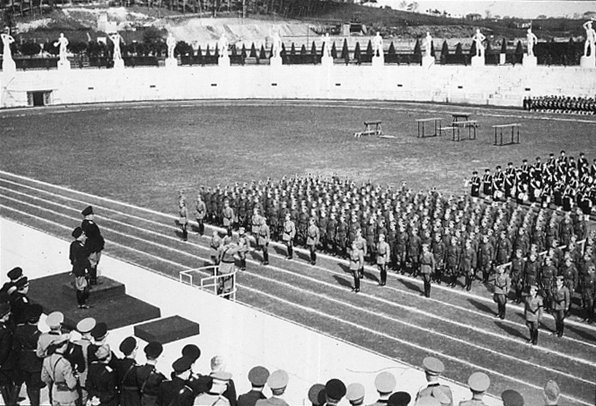
Parada militar no Estadio dei Marmi na década de 1930.

## Crítica
A professora Valerie Higgins, Diretora do Programa de Patrimônio Cultural Sustentável, observou que a decisão de manter visíveis quase todos os monumentos, inscrições, símbolos e arquitetura fascistas não foi um ato de herança negativa ou homenagem ao terror passado, mas um ato para falsificar e preservar um aparência unida para o mundo. Portanto, ela argumentou que o uso do Stadio dei Marmi nos Jogos Olímpicos de 1960 foi um exemplo "da maneira como a Itália nunca aceitou totalmente seu papel na Segunda Guerra Mundial, e o espectro dessa falta de avaliação continua para assombrar o planejamento patrimonial." Recentemente, tem havido muito debate em torno do que fazer com monumentos, inscrições, edifícios e arquitetura que têm origens fascistas, onde a esquerda sustenta que a Itália democrática não deve apagar sua história, os moderados [it] afirmam indiferença, e a direita vê essas construções apenas como arquitetura, em vez de propaganda fascista.

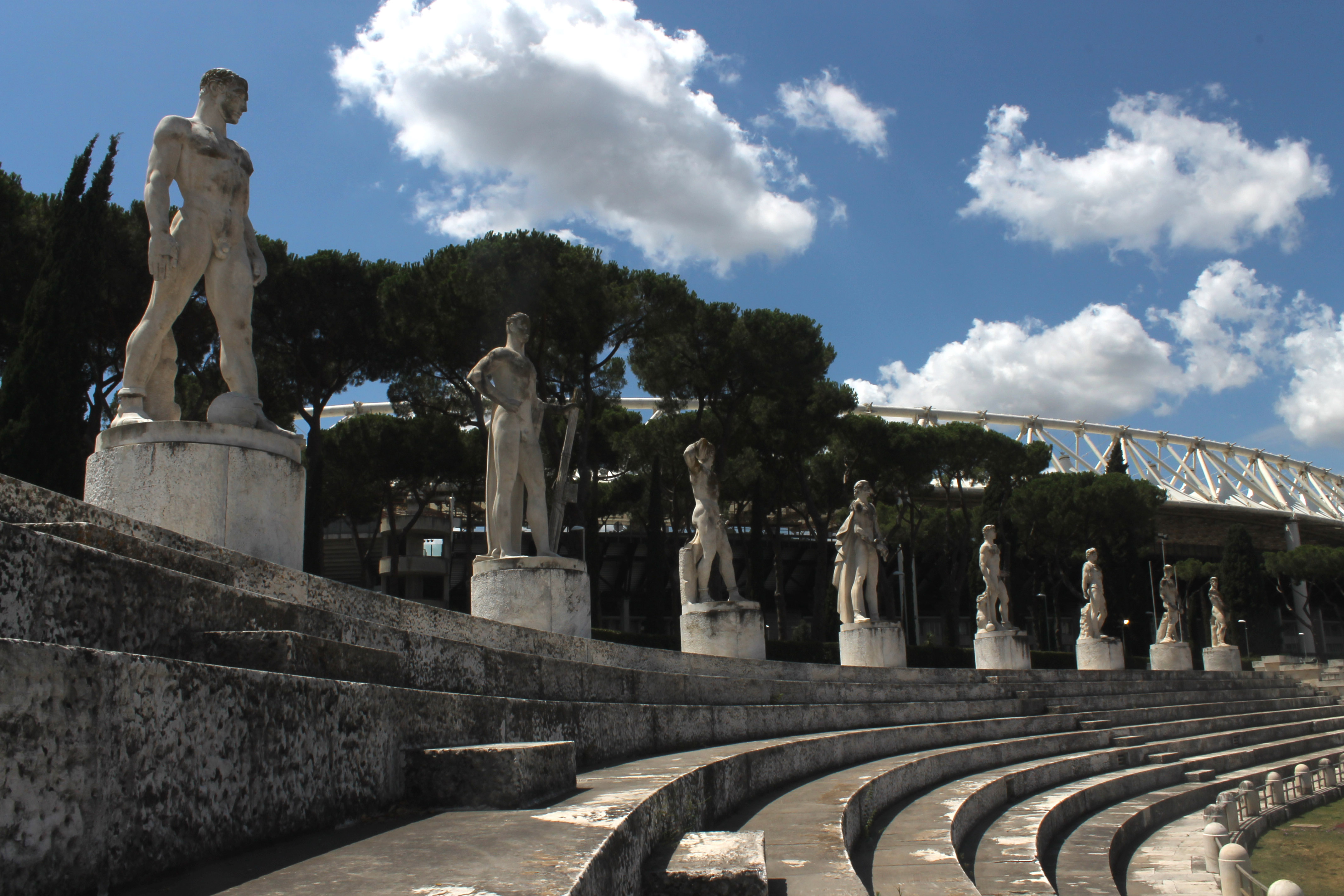
Vista das "controversas" estátuas no Estadio dei Marmi, 2011.

## As estátuas
Quase todas as estátuas do Stadio dei Marmi foram doadas por uma das então 94 províncias da Itália.
Cada uma das estátuas oferecidas desta forma traz o nome da respectiva província no pedestal.
| Nº | Título                                                   | Autor                                 | Ano       | Província doadora    | Imagem |
| -- | -------------------------------------------------------- | ------------------------------------- | --------- | -------------------- | ------ |
| A  | Lotta greco-romana (bronze)                              | Aroldo Bellini [it]                   | 1932      | —                    |        |
| B  | Lotta libera (bronze)                                    | Aroldo Bellini                        | 1932      | —                    |        |
| C  | Uomo col giavellotto (bronze)                            | Aroldo Bellini                        | 1933      | —                    |        |
| D  | Giovanetto arciere (bronze)                              | Aroldo Bellini                        | 1933      | —                    |        |
| 1  | Ercole                                                   | Silvio Canevari                       | 1931      | Roma                 |        |
| 2  | Atleta che si massaggia (Nuotatore)                      | Carlo De Veroli                       | 1931      | Napoli               |        |
| 3  | Atleta scalatore                                         | Eugenio Baroni [it]                   | 1933      | Aosta                |        |
| 4  | Discobolo                                                | Aroldo Bellini                        | 1931/1932 | Imperia              |        |
| 5  | Atleta che saluta                                        | Aldo Buttini [it]                     | 1931      | Massa Carrara        |        |
| 6  | Atleta con clava (ginnasta)                              | Ercole Drei [it]                      | 1932      | Lecce                |        |
| 7  | Lanciatore di palla                                      | Aroldo Bellini                        | 1931      | Cremona              |        |
| 8  | Lottatore (massaggiatore)                                | Aroldo Bellini                        | ?         | Potenza              |        |
| 9  | Timoniere                                                | Nicola D'Antino [it]                  | 1932      | Pescara              |        |
| 10 | Saltatore con l’asta                                     | Aldo Buttini                          | 1933      | Trieste              |        |
| 11 | Pugilatore in guardia                                    | Carlo De Veroli                       | 1931      | Sassari              |        |
| 12 | Lanciatore della palla di ferro                          | Tommaso Bertolino                     | 1930-1935 | Pistoia              |        |
| 13 | Sciatore                                                 | Nicola D'Antino                       | 1932      | Aquila degli Abruzzi |        |
| 14 | Pugilatore che si fascia la mano                         | Francesco Messina                     | 1931-1933 | Mantova              |        |
| 15 | Podista (Maratoneta)                                     | Carlo De Veroli                       | ?         | Novara               |        |
| 16 | Atleta con strigile                                      | Aroldo Bellini                        | ?         | Catania              |        |
| 17 | Lanciatore di giavellotto                                | Aldo Buttini                          | 1932      | Perugia              |        |
| 18 | Giocatore di tennis                                      | Libero Andreotti e Antonio Berti [it] | ?         | Parma                |        |
| 19 | Discobolo                                                | Enrico Martini [it]                   | ?         | Frosinone            |        |
| 20 | Giocatore di tennis                                      | Aldo Buttini                          | 1933      | Ragusa               |        |
| 21 | Pugilatore a mani nude                                   | Aldo Buttini                          | 1932      | Chieti               |        |
| 22 | Atleta vittorioso che saluta                             | Angelo Biancini                       | 1933      | Trapani              |        |
| 23 | Tuffatore                                                | Aroldo Bellini                        | 1931/1932 | Pola                 |        |
| 24 | Pugilatore                                               | Francesco Messina                     | 1931-1933 | Ascoli Piceno        |        |
| 25 | Atleta con pallone (Giocatore di calcio)                 | Bernardo Morescalchi                  | 1931      | Catanzaro            |        |
| 26 | Atleta al timone                                         | Tommaso Bertolino                     | ca. 1935  | Enna                 |        |
| 27 | Lanciatore di palla                                      | Nino Cloza                            | ?         | Piacenza             |        |
| 28 | Atleta                                                   | Omero Taddeini                        | 1932      | Arezzo               |        |
| 29 | Fiondatore                                               | Romeo Gregori                         | 1932      | Pavia                |        |
| 30 | Atleta in riposo                                         | Tommaso Bertolino                     | ?         | Gorizia              |        |
| 31 | Lanciatore di martello (Giovane atleta col gagliardetto) | Aldo Buttini                          | 1932      | Fiume                |        |
| 32 | Giuocatore di pallone col bracciale (Pilibulus)          | Aroldo Bellini                        | 1932      | Forlì                |        |
| 33 | Atleta su barca a vela                                   | Eugenio Baroni                        | 1933      | Venezia              |        |
| 34 | Marciatore (Podista)                                     | Aroldo Bellini                        | 1932      | Torino               |        |
| 35 | Lottatore                                                | Aroldo Bellini                        | 1931/1932 | Treviso              |        |
| 36 | Atleta con l’asta                                        | Aldo Buttini                          | 1936      | —                    |        |
| 37 | Lanciatore di palla vibrata                              | Oddo Aliventi                         | 1931      | Caltanissetta        |        |
| 38 | Discobolo in riposo                                      | Nicola Rubino [it]                    | 1930      | —                    |        |
| 39 | Pugile vittorioso (lottatore che saluta)                 | Carlo De Veroli                       | 1932      | Milano               |        |
| 40 | Pugile che si asciuga                                    | Aldo Buttini                          | 1938      | —                    |        |
| 41 | Sciatore                                                 | Carlo De Veroli                       | 1931/1932 | Bolzano              |        |
| 42 | Giuocatore di hockey                                     | Aroldo Bellini                        | ca. 1935  | —                    |        |
| 43 | Arciere                                                  | Bernardo Morescalchi                  | 1932      | Ravenna              |        |
| 44 | Arciere                                                  | Silvio Canevari                       | 1930/1931 | Rovigo               |        |
| 45 | Lanciatore di giavellotto                                | Attilio Selva [it]                    | 1930      | Messina              |        |
| 46 | Pugilatore                                               | Attilio Selva                         | 1930      | Rieti                |        |
| 47 | Discobolo                                                | Attilio Selva                         | 1930      | Siena                |        |
| 48 | Fromboliere                                              | Attilio Selva                         | 1930      | Alessandria          |        |
| 49 | David                                                    | Silvio Canevari                       | 1930/1931 | Pisa                 |        |
| 50 | Lanciatore della sfera                                   | Aroldo Bellini                        | 1931/1932 | Macerata             |        |
| 51 | Eroe medioevale                                          | Aroldo Bellini                        | ?         | —                    |        |
| 52 | Lanciatore di disco                                      | Tommaso Bertolino                     | 1931      | Palermo              |        |
| 53 | Atleta col fascio littorio                               | Aroldo Bellini                        | ?         | Littoria             |        |
| 54 | Calciatore in riposo                                     | Carlo De Veroli                       | 1931      | Bari                 |        |
| 55 | Ercole cacciatore                                        | Eugenio Baroni                        | 1933      | Ancona               |        |
| 56 | Pugilatore in riposo                                     | Carlo De Veroli                       | 1931      | Siracusa             |        |
| 57 | Lanciatore di pietra                                     | Aroldo Bellini                        | 1932/1933 | Spezia               |        |
| 58 | Atleta scalatore                                         | Eugenio Baroni                        | 1933      | Bergamo              |        |
| 59 | Atleta che si asciuga (Nuotatore)                        | Carlo De Veroli                       | 1932      | Livorno              |        |
| 60 | Ercole                                                   | Silvio Canevari                       | 1931      | Brindisi             |        |